# Bykowszczyzna
Bykowszczyzna – wieś w Polsce położona w województwie lubelskim, w powiecie lubartowskim, w gminie Firlej.
W latach 1975–1998 miejscowość administracyjnie należała do województwa lubelskiego.
Wieś stanowi sołectwo gminy Firlej. Według Narodowego Spisu Powszechnego (2011) wieś liczyła 147 mieszkańców.
Wierni Kościoła rzymskokatolickiego należą do parafii Wniebowzięcia Najświętszej Maryi Panny w Kocku.